# Netiv HaGdud (epipaläolithische Siedlung)
Netiv Hadgud ist eine epipaläolithische Siedlung (PPNA, Untergruppe Sultanian) im Jordantal. Sie liegt ca. 10 km nördlich von Jericho am Rande des Salibija-Beckens auf 180 m auf dem Gelände des gleichnamigen Kibbutz’ im Westjordanland. Die Ablagerungen sind mindestens 3 m mächtig und bedecken eine Fläche von einem Hektar. Der Siedlungshügel ist teilweise unter den Ablagerungen des Wadi Bakar begraben.
Die Siedlung wurde 1977 bei der Anlage eines Speicherbeckens durch Beamte der Militärregierung für Judäa und Samaria entdeckt und zwischen 1983 und 1986 ausgegraben.

## Datierung
Eine Holzkohlenprobe (Tamarinde) aus dem Profil ergab ein 14C-Alter von 8230±300 BC (uncal.), das entspricht dem Zeitraum zwischen 8160-6470 BC cal. Eine Probe aus einem Rohrgraben am Rande der Siedlung wurde auf 7840±380 B.C. (uncal.) datiert., also zwischen 7651–5985 BC cal., was als zu spät für eine PPNA-Siedlung erscheint.

## Siedlung
Es wurden fünf runde bis ovale Häuser entdeckt (Loci 10, 20, 21 und 30; Locus 40 zunächst nicht ausgegraben), ihre Durchmesser lagen zwischen 4 und 7 m. Die Wände bestanden aus Kalksteinbrocken. Sie waren ca. 30 cm breit und noch 25 cm hoch erhalten. Ein Haus (Lokus 30) hatte doppelte Wände. Die Ausgräber nehmen an, dass das Aufgehende vielleicht aus Lehmziegeln bestand. Zwei der Häuser hatten Kieselfußböden. In dem Schnitt wurden keine Eingänge erfasst. In und direkt bei Haus 10 befanden sich zwei mit Steinen ausgekleidete Gruben. Zusätzlich konnten mit Lehm ausgekleidete Vorratsgruben erfasst werden.

## Funde
Funde sind insgesamt spärlich. Es wurden Scheibenbeile mit nachgeschärfter Schneide, El-Khiam-Spitzen, Messer vom Typ Beit Taʿamir mit Sichelglanz und Meißel gefunden, ferner Miniaturbeile aus Grünstein, Steinperlen, Pistille und Pfeilschaftglätter aus Basalt. Als Rohmaterial wurde unter anderem Obsidian vom Göllü Dağ in Anatolien nachgewiesen. 76 beidseitig retuschierte Silexartefakte und Felsgesteingeräte wurden auf Gebrauchsspuren untersucht. Auf keinem der Felsgesteinbeile konnten Gebrauchsspuren festgestellt werden, dies ist jedoch vermutlich ein methodisches Problem. Figurinen aus Kalkstein ähneln denen aus Nahal Oren, El Khiam, Mureybit und Gilgal.

## Wirtschaftsweise
In dem Tiefschnitt wurden Weizenreste entdeckt. Tierknochen sind selten und schlecht erhalten, es sind vor allem Gazellen vertreten. Unter den Vögeln dominieren Wildenten.

## Bestattungen
Es wurden die Überreste von 28 Menschen aufgedeckt. Es überwiegen Hockerbestattungen, auch Schädelbestattungen wurden nachgewiesen.